# Cliffortia verrucosa
Cliffortia verrucosa es una especie de planta del género Cliffortia, perteneciente a la familia Rosaceae.

## Taxonomía
Cliffortia verrucosa fue descrita por August Henning Weimarck en 1959.

## Distribución
Se encuentra en el territorio de las Provincias del Cabo.